# Ruch Chrześcijańsko-Demokratyczny
Ruch Chrześcijańsko-Demokratyczny (Kresťanskodemokratické hnutie, KDH) – słowacka chadecka partia polityczna.

## Historia
Partia oficjalnie powstała w 1990, uzyskiwała parlamentarną reprezentację w kolejnych wyborach. W 1998 brała udział w powstaniu Słowackiej Koalicji Demokratycznej. W latach 1998–2006 współtworzyła oba rządy Mikuláša Dzurindy. W wyborach parlamentarnych w 2006 KDH zajęła szóste miejsce z poparciem 8,3%, zaś w wyborach 2010 uzyskała 8,5% głosów. Po tych wyborach partia w latach 2010–2012 współtworzyła rząd, którym kierowała Iveta Radičová. W 2012 KDH dostał 8,8% głosów.
W wyborach prezydenckich w 2004 startował wspólny kandydat SMK i KDH František Mikloško, który w pierwszej turze dostał 6,5% poparcia. W 2009 kandydatką partii była Iveta Radičová, która przegrała ostatecznie z ubiegającym się o reelekcję urzędującym prezydentem. W 2014 kandydował były lider partii Pavol Hrušovský, a w 2019 poparcie z jej strony otrzymał František Mikloško.
W wyborach do Parlamentu Europejskiego w 2014 ruch osiągnął 16,2% głosów (3 mandaty). W kolejnych wyborach partia zdobywała po 2 mandaty z poparciem 10,9% (2009), 13,2% (2014) i 9,7% (2019). W wyborach europejskich w 2024 chadecy otrzymali 7,1% głosów, co przełożyło się na 1 mandat.
W wyborach do Rady Narodowej w 2016 i 2020 partia otrzymywała odpowiednio 4,9% głosów oraz 4,7% głosów, nie przekraczając wyborczego progu. W wyniku wyborów w 2023 chadecy powrócili do słowackiego parlamentu.

## Przewodniczący
Przewodniczącymi partii byli Ján Čarnogurský (do 2000) i następnie Pavol Hrušovský. W 2009 na czele ugrupowania stanął Ján Figeľ. W 2016 po wyborczej porażce ruchu pełniącym obowiązki przewodniczącego został Pavol Zajac, a następnie na funkcję tę wybrano Alojza Hlinę. Ten ostatni ustąpił po wyborczej porażce w 2020, po czym obowiązki przewodniczącego ponownie czasowo przejął Pavol Zajac. Jeszcze w tym samym roku nowym liderem KDH został Milan Majerský.

## Wyniki w wyborach parlamentarnych
- 1990: 19,2% głosów i 31 mandatów
- 1992: 8,9% głosów i 18 mandatów
- 1994: 10,1% głosów i 17 mandatów
- 1998: 26,3% głosów i 42 mandaty (Słowacka Koalicja Demokratyczna)
- 2002: 8,3% głosów i 15 mandatów
- 2006: 8,3% głosów i 14 mandatów
- 2010: 8,5% głosów i 15 mandatów
- 2012: 8,8% głosów i 16 mandatów[14]
- 2016: 4,9% głosów i 0 mandatów[7]
- 2020: 4,7% głosów i 0 mandatów[8]
- 2023: 6,8% głosów i 12 mandatów[9]